# Jakob Möller (skarprättare)
Jakob Möller var skarprättare i Norrköping och Stockholm.
Möller var under en tid skarprättare i Norrköping. Han ansökte senare frivilligt om att få bli skarprättare i Stockholm, vilket han blev i maj 1629. Han kunde uppvisa ett gott anställningsbevis när han blev skarprättare i Stockholm i maj 1629. Jakob Möllers antagning i staden omnämns i Stockholms stads tänkeböcker. Förmodad ersättare till Möller var Mikael Reissuer, som antogs som bödel i Stockholm 1635.